# Teodoros z Samos

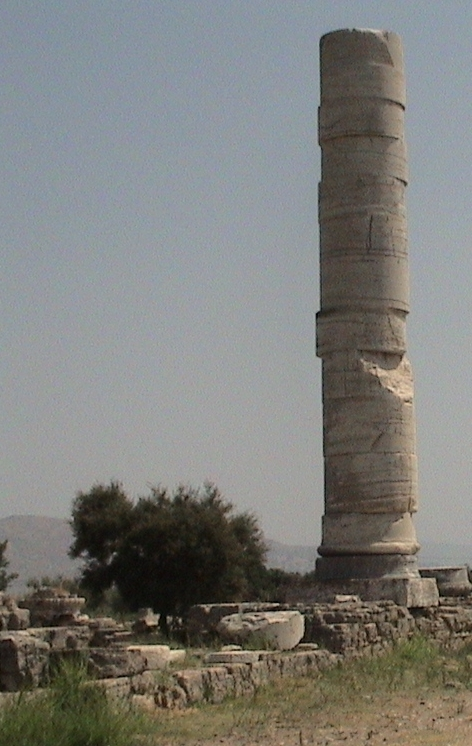
Herajon na Samos

Teodoros z Samos (gr. Θεόδωρος ὁ Σάμιος, ur. 561 p.n.e., zm. 469 p.n.e.) – grecki architekt i rzeźbiarz-brązownik z Samos, działający w połowie VI wieku p.n.e.

## Życiorys
W latach około 570–560 p.n.e. współpracował z Rojkosem (prawdopodobnie ojcem) przy budowie olbrzymiej i nowatorskiej pod względem planu świątyni Hery na Samos (tzw. Herajon III). Po 560 p.n.e. współpracował przy budowie Artemizjonu w Efezie (miał tam m.in. wprowadzić centralne ogrzewanie). Również wspólnie z Rojkosem wykonał brązowy krater dla okręgu Apollina w Patara w Licji. Krater ten Licyjczycy uważali za dzieło Hefajstosa. Razem z Teleklesem (prawdopodobnie bratem) odlał z brązu duży posąg Apollina Pytyjskiego dla Samos. Według późniejszego przekazu Diodora (I wiek p.n.e.) artyści mieli go wykonać metodą egipską, czyli prawdopodobnie z zastosowaniem m.in. egipskiego kanonu proporcji. Teodoros był również twórcą brązowego posągu na Samos, stanowiącego autoportret z pilnikiem i maleńką kwadrygą w rękach. Obok architektury i rzeźby zajmował się także rytowaniem gemm. Miał wykonać m.in. legendarny pierścień Polikratesa.
Tradycja grecka zgodnie przypisywała Teodorosowi i Rojkosowi wynalezienie pustego odlewu brązowego, w istocie znanego znacznie wcześniej. Pliniusz wymienia Teodorosa jako wynalazcę m.in. kątownicy i poziomicy.